# 埃塔布勒
埃塔布勒（法語：Étables，法語發音：[etabl]）是法国阿尔代什省的一个市镇，属于罗讷河畔图尔农区。

## 地理
埃塔布勒（45°6'4"N, 4°43'31"E）面积15.7 平方千米，位于法国奥弗涅-罗讷-阿尔卑斯大区阿尔代什省，该省份为法国东南部内陆省份，北起顺时针与卢瓦尔省、伊泽尔省、德龙省、沃克吕兹省、加尔省、洛泽尔省和上盧瓦爾省接壤。
与埃塔布勒接壤的市镇（或旧市镇、城区）包括：谢米纳、旧科隆比耶、朗斯、圣巴泰勒米勒普兰、圣维克托。

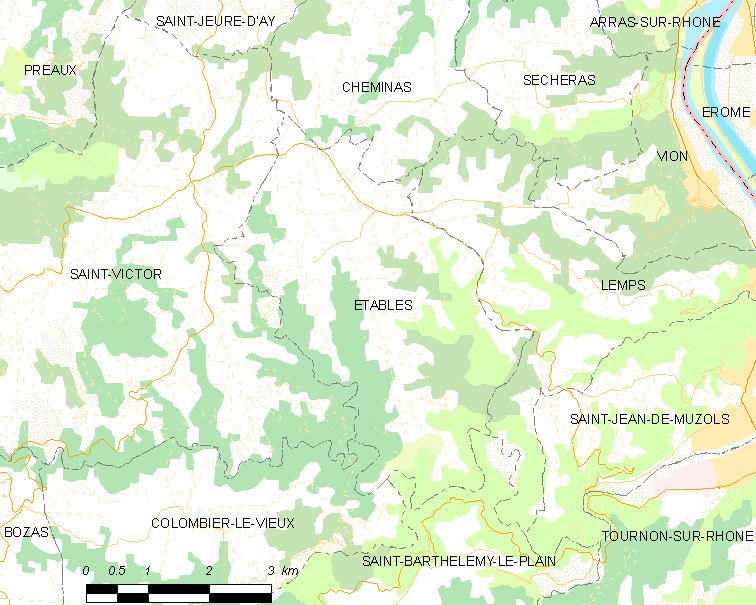
埃塔布勒的OSM定位图

埃塔布勒的时区为UTC+01:00、UTC+02:00（夏令时）。

## 行政
埃塔布勒的邮政编码为07300，INSEE市镇编码为07086。

## 政治
埃塔布勒所属的省级选区为罗讷河畔图尔农县。

## 人口

1962-2008年间埃塔布勒人口变化图示

埃塔布勒于2022年1月1日时的人口数量为979人。